# Roosevelt (Arizona)
Roosevelt es un lugar designado por el censo ubicado en el condado de Gila en el estado estadounidense de Arizona. En el Censo de 2010 tenía una población de 28 habitantes y una densidad poblacional de 3,5 personas por km².

## Geografía
Roosevelt se encuentra ubicado en las coordenadas 33°39′27″N 111°7′38″O / 33.65750, -111.12722. Según la Oficina del Censo de los Estados Unidos, Roosevelt tiene una superficie total de 8.01 km², de la cual 7.98 km² corresponden a tierra firme y (0.29%) 0.02 km² es agua.

## Demografía
Según el censo de 2010, había 28 personas residiendo en Roosevelt. La densidad de población era de 3,5 hab./km². De los 28 habitantes, Roosevelt estaba compuesto por el 96.43% blancos, el 0% eran afroamericanos, el 0% eran amerindios, el 3.57% eran asiáticos, el 0% eran isleños del Pacífico, el 0% eran de otras razas y el 0% pertenecían a dos o más razas. Del total de la población el 0% eran hispanos o latinos de cualquier raza.